# Награди Слами
Наградите „Слами“ (на английски: Slammy Awards) са символични награди, които се връчват по време на специално шоу, продуцирано от Световната федерация по кеч. Те отличават различни постижения в WWE през изминалата година с категории като „Суперзвезда на годината“ и „Мач на годината“.